# Chocolate Mountains
Chocolate Mountains je horské pásmo v jihovýchodní Kalifornii ve Spojených státech amerických. Vrchovina leží v těsné blízkosti hranic s Mexikem a se státem Arizona, v krajích Imperial County a Riverside County.
Velká část pohoří není veřejnosti přístupná, je zde výcvikový prostor vojenského námořnictva a námořní pěchoty.

## Geografie, geologie a podnebí
Chocolate Mountains se nachází v Saltonské pánvi, v Koloradské poušti (je součástí Sonorské pouště). Horské pásmo se rozkládá ze severozápadu na jihovýchod v délce více než 100 km, směrem k řece Colorado. Leží přibližně 25 až 30 km východně od Saltonského jezera. Skladbu hornin tvoří břidlice z období prekambria a druhohorní intruzivní žula.
Dominantní rostlinou je larea Larrea tridentata z čeledi kacibovité. Průměrné teploty v oblasti se pohybují od 16 do 24 °C, s minimálními ročními srážkami, pouze 100 až 150 mm.